# Němčice (Moravia meridionale)
Němčice (in tedesco Niemtschitz) è un comune della Repubblica Ceca facente parte del distretto di Blansko, in Moravia Meridionale.